# Gariotte
Gariotten oder Garioten (okzitanisch gariòta) sind runde oder eckige Steinhütten aus Trockenmauerwerk aus der Gegend um Cahors im Département Lot, die ohne Mörtel erstellt wurden. Sie haben mitunter das Aussehen eines sehr kleinen Kirchenschiffs mit einer Apsis am Ende. Zur inneren Einrichtung gehören hervorstehende Platten, Bankaltäre, manchmal auch Nischen. Sie sind eine lokale Abart der südfranzösischen Cabanes, die meist rund und größer sind.
Viele Gariotten wurden abgerissen. Als erste diejenigen, die in den Gebieten standen, die für eine maschinengerechte Landwirtschaft geklärt wurden, vor allem in Bas-Quercy.
Die gariotteartigen Dolmen im Bois des Escures 1 + 2 liegen in der Nähe, östlich eines Waldweges zwischen den Dörfern Beauregard und Varaire, südwestlich von Limogne-en-Quercy im Département Lot im Midi in Frankreich. Vom Dolmen No. 1 sind nur einige Steine erhalten. Auf seinen Überresten wurde eine Gariotte gebaut.